# Таван-Толгой
Таван-Толгой (монг. Таван толгой) — каменноугольное месторождение на юге Монголии, в пустыне Гоби, в аймаке Умнеговь. Одно из крупнейших по размеру запасов в мире (6,5 млрд т угля, около 40 % из которых — высококалорийный коксующийся уголь).
Незначительная разработка месторождения ведётся с 1967 года (добыча угля в 2006 году составила всего 787,1 тыс. т). Для полномасштабного освоения месторождения требуется строительство железнодорожной ветки длиной 400 км и электростанции (которая была построена в 2010 году).
Месторождение было вычислено путём анализа предыдущих данных Главным геологом геологической партии Министерства геологии СССР в МНР Шаховым Ростиславом Александровичем в 80-х годах прошлого века.
В Таван-Толгой обнаружено захоронение, принадлежащее династии правителей Монгольской империи.